# Ataque aéreo a Bagdá em 12 de julho de 2007
O ataque aéreo a Bagdá de 12 de julho de 2007 foi realizado por dois helicópteros AH-64 Apache, do exército americano, no distrito de Nova Bagdá durante a ocupação do Iraque. Durante a ofensiva, doze homens foram mortos, incluindo os funcionários da Reuters Saeed Chmagh e Namir Noor-Eldeen, e duas crianças foram seriamente feridas.  Os ataques receberam uma ampla cobertura mundial após a divulgação de um vídeo dos ataques pelo site Wikileaks, no dia 5 de abril de 2010, contradizendo a versão do exército americano dada até então. A soldado Chelsea Manning foi preso sob a acusação de ter vazado o vídeo.
No primeiro ataque "Crazyhorse 1/8" e "Crazyhorse 1/9" apontou o canhão M230 de 30mm e abriu fogo contra um grupo de nove a onze homens dos quais um deles carregava uma AK-47 e outro um RPG-7; a maioria estava desarmada; dois eram correspondentes de guerra para a Reuters: Saeed Chmagh e Namir Noor-Eldeen, cujas câmeras foram confundidas por armamentos. Oito homens, incluindo Noor-Eldeen, foram assassinados; Chmagh sofreu ferimentos.
O segundo ataque aéreo usando armamento de 30mm fogo foi dirigido a Chmagh e outros dois homens desarmados que tentavam ajudar Chmagh com a sua carrinha. Duas crianças dentro da carrinha ficaram feridas, mais três homens foram mortos, incluindo Chmagh e o pai das crianças.
Num terceiro ataque aéreo da equipa, o helicóptero disparou três mísseis AGM-114 Hellfire para destruir um edifício depois de terem observado homens entrar, alguns dos quais pareciam estar armados.
A Reuters, sem sucesso, solicitou as imagens dos ataques aéreos sob o Freedom of Information Act em 2007. O filme foi adquirido a partir de uma fonte não revelada em 2009 pelo website WikiLeaks, que divulgou as imagens no dia 5 de abril de 2010, sob o nome Collateral Murder. Gravado a partir da mira do Target Acquisition and Designation System (Sistema de Aquisição e Designação de alvo) de um dos helicópteros de ataque, o vídeo mostra os três incidentes e as conversas de rádio entre as tripulações e unidades terrestres envolvidas. Um oficial militar dos EUA anônimo confirmou a autenticidade das imagens.

## Contexto
De acordo com Tom Cohen, um repórter da CNN "os soldados da Companhia de Infantaria Bravo 2-16 tinham estado sob fogo durante toda a manhã, proveniente de granadas propelidas por foguetes (RPGs) e armas pequenas no primeiro dia da Operação Ilaaj em Bagdá". A Al Jazeera afirmou que o Exército recebeu "relatos de pequenas armas de fogo", mas foram incapazes de identificar positivamente os pistoleiros. Helicópteros Apache foram chamados por um soldado no Humvee (Hotel 2/6) sob o ataque da mesma posição usada por Namir Noor-Eldeen para fotografar o veículo. De acordo com uma revisão militar, os soldados daquela companhia "tinham estado sob fogo esporádico de armas pequenas e RPGs uma vez que a operação - descrita como "limpar seu setor e procurar esconderijos de armas" - começou".